# 二木啓孝
二木 啓孝（ふたつき ひろたか、1949年11月29日 - ）は、日本のジャーナリスト、日本BS放送アドバイザー。元日刊ゲンダイニュース編集部長。鹿児島県出身。

## 経歴
福岡で高校生活を送り、その際に学生運動（三派全学連）の佐世保エンタープライズ寄港阻止闘争に強い影響を受ける。明治大学農学部で食品化学（味噌・醤油等）を学ぶが、在学中、本格的に学生運動にコミットを開始。明大学生会館闘争や三里塚現地常駐などの活動を行う。1971年（昭和46年）9月16日、空港反対派と過激派学生ゲリラが3人の警察官を惨殺した東峰十字路事件の時も現場で反対派として活動していた。やがて大学側から除籍される。
その後、長距離トラックの運転手など経た後、新左翼系の情況出版に勤務。元ブント情況派。28歳で「週刊ポスト」（小学館）専属フリーライターとなる。1983年に日刊現代入社、1995年にニュース編集部部長となる。2007年6月30日付けで日刊現代を退職し独立。2006年6月に日本BS放送の取締役に就任。2013年6月から鈴木哲夫の後任として報道局長を兼務、その後2014年に日経出身の板井俊二へ交代した。2018年任期満了により取締役を退任。現在はフリーランスのジャーナリストである傍ら、同社の解説委員を務める。

## 人物像
週刊ポストや日刊ゲンダイ時代の記事について、歴史的な新事実や死者の出た事件に関する記事は念入りに取材をしたものの、その他の記事については「正直に言えば、過去には週刊誌と夕刊紙でずいぶんと飛ばし記事を書いてきた」と告白している。
作家で元長野県知事の田中康夫、「コリア・レポート」編集長の辺真一、タレントの愛川欽也などと交友関係がある。また2004年5月27日に、イラクで武装勢力に暗殺された、ジャーナリストの橋田信介は、死の直前に二木へ電子メールを送っていた。無類の温泉好きで、「オートバイで関東地区の温泉を鬼のようにまわった」時期がある。ゲンダイでは主に左派系の記事を担当し、保守系のレギュラーコラムを書く俵孝太郎とは距離をおいていた。「ああ言えばこう言う」を捩った「ああいえば上祐」という言葉の発案者とされている。保守系政党に対しては罵詈雑言の限りを尽くすが、ロス疑惑報道の際には、ワイドショーの過熱報道に釘を刺したこともある。他紙のように、三浦和義の事実無根の不祥事を書かなかった事から、三浦から一目置かれ、著書で名指しで「特筆すべきこと」とまで書かれたという逸話もある。
喫煙者であり、昨今の嫌煙運動について「禁煙ヒステリー」と称し反発している。2011年にすぎやまこういちや西部邁らと共に「喫煙文化研究会」を発足した。2015年12月9日には憲政記念館において、辻元清美議員の「政治活動20年へ、感謝と飛躍の集い in 東京」という政治資金規正法に基づく資金集めのパーティに参加している。

## 出演番組

### 現在
テレビ番組
- 『INsideOUT』 - 月曜（BS11）
- 『報道原人』（BS11）
- 『パックインジャーナル』（朝日ニュースター）
- 『NEWS ONE』（東海テレビ） - 隔週水曜日

ラジオ番組
- 『くにまるジャパン』 - 水曜（文化放送）
- 『武内裕之That's On Time』 - 『That's フォーカス』火曜（KBCラジオ）
- 『生島ヒロシのおはよう一直線』-不定期（TBSラジオ）

### 過去
テレビ番組
- 『スーパーワイド』（TBSテレビ）
- 『エクスプレス』（TBSテレビ）
- 『ピンポン!』 - 金曜（TBSテレビ）
- 『ムーブ!』 - 水曜（ABCテレビ）
- 『NEWSゆう+』 - 隔週水曜（ABCテレビ）
- 『キャスト』 - 水曜（ABCテレビ）
- 『おはようコールABC』 - 木曜（ABCテレビ）

ラジオ番組
- 『BATTLE TALK RADIO アクセス』 - 木曜（TBSラジオ）
- 『野村邦丸のごきげん!二重丸◎』 - 木曜（文化放送）
- 『くにまるワイド ごぜんさま～』 - 『なるほど納得』水曜（文化放送）
- 『キンキンのサタデー・ラジオ』 → 『キンキンのサンデー・ラジオ』（文化放送）
- 『中村もときの通勤ラジオ』 - 『今朝のスポットライト』火曜（KBCラジオ）
- 『Open Sesame!』 - 「キャッチ・アップ・トゥデイ」コメンテーター（JFN系列）

## 著作

### 単著
- 『手に取るように政治が分かる本』（かんき出版）

### 共著
- 『殺人心理』（アスキー）
- 『永田町の通信簿』（作品社）
- 『宗男の言い分』（飛鳥新社）
- 『理戦（77（04年夏号））季刊 理戦』

### 連載
- 「二木啓孝の一服一話」（日刊ゲンダイDIGITAL）